# Hosszúcsőrű remetekolibri
A hosszúcsőrű remetekolibri (Phaethornis longirostris) a madarak osztályának sarlósfecske-alakúak (Apodiformes)  rendjébe és a kolibrifélék (Trochilidae) családjába tartozó faj.

## Rendszerezése
A fajt Adolphe Delattre francia ornitológus írta le 1843-ban, az Ornismya nembe Ornismya longirostris néven.

## Alfajai
- Phaethornis longirostris baroni Hartert, 1897
- Phaethornis longirostris cephalus (Bourcier & Mulsant, 1848)
- Phaethornis longirostris griseoventer A. R. Phillips, 1962
- Phaethornis longirostris longirostris (Delattre, 1843)
- Phaethornis longirostris mexicanus Hartert, 1897[2] vagy Phaethornis mexicanus[1]
- Phaethornis longirostris sussurus Bangs, 1901[2]

## Előfordulása
Belize, Costa Rica, Guatemala, Honduras, Nicaragua, Panama, Ecuador, Kolumbia és Peru területén honos. Alfaját leválasztva Mexikóban nem él.
Természetes élőhelyei a szubtrópusi vagy trópusi síkvidéki és hegyi esőerdők, valamint ültetvények. Állandó, nem vonuló faj.

## Megjelenése
Testhossza 15 centiméter.
|  |

## Életmódja
Nektárral és kisebb ízeltlábúakkal táplálkozik.

## Természetvédelmi helyzete
Az elterjedési területe nagyon nagy, egyedszáma pedig ismeretlen. A Természetvédelmi Világszövetség Vörös listáján nem fenyegetett fajként szerepel.